# Can Colomer de les Valls
Can Colomer de les Valls és una edificació a Sant Climent de Llobregat (Baix Llobregat) catalogat a l'Inventari del Patrimoni Arquitectònic de Catalunya.

## Descripció
Es tracta d'una masia a l'indret de Sant Climent que porta el mateix nom, que sembla estar formada per tres construccions de planta rectangular, edificades en desnivell, seguint un petit pla en pendent i entre dos camins. La construcció és de pedra, amb alguns arcs de maó i el sostre de teules. El seu estat és ruïnós. La construcció que sembla més antiga tenia una porta de mig punt adovellada que mirava a l'ermita de Sant Francesc. En una de les parets es conserva, pintat en tons blavosos, un rellotge de sol amb la data 1783. Es tracta, doncs, d'una masia del segle xviii, construïda en 1783.
Sembla que durant la seva història, Can Colomer de les Valls ha disposat de pous i mines i canalitzacions que han servit per abastir-la d'aigua. Algunes d'aquestes encara es conserven avui. De ben segur que la proximitat de la riera que passa a tocar de la masia deu haver-hi col·laborat.
Can Colomer de les Valls ha estat des de fa molts anys en el pas de rutes viàries importants, com el camí que va des de Sant Boi a Vilafranca, o en alguna de les seves variants. Al segle xix el camí de la vall és esmentat com a camí veïnal, paral·lel a la riera, i en el seu trajecte es troben les masies de Can Mas i Can Colomer de les Valls.